# Liste des personnages de Yu-Gi-Oh!
 (juin 2024).
 (juin 2024).
- Si vous ne connaissez pas le sujet, laissez ce bandeau (vous pouvez alors contacter les auteurs).
- Si vous supprimez le contenu mis en cause (vous pouvez préalablement contacter les auteurs),

argumentez précisément cette suppression dans la page de discussion
(un manque de référence n'est pas un argument ; une recherche réelle de référence doit avoir été effectuée, être formellement documentée).
 (juillet 2009).
Si vous disposez d'ouvrages ou d'articles de référence ou si vous connaissez des sites web de qualité traitant du thème abordé ici, merci de compléter l'article en donnant les références utiles à sa vérifiabilité et en les liant à la section « Notes et références ».
Cette liste détaille les personnages de l'univers du manga Yu-Gi-Oh! créé par Kazuki Takahashi.

## Personnages principaux

### Yûgi Muto

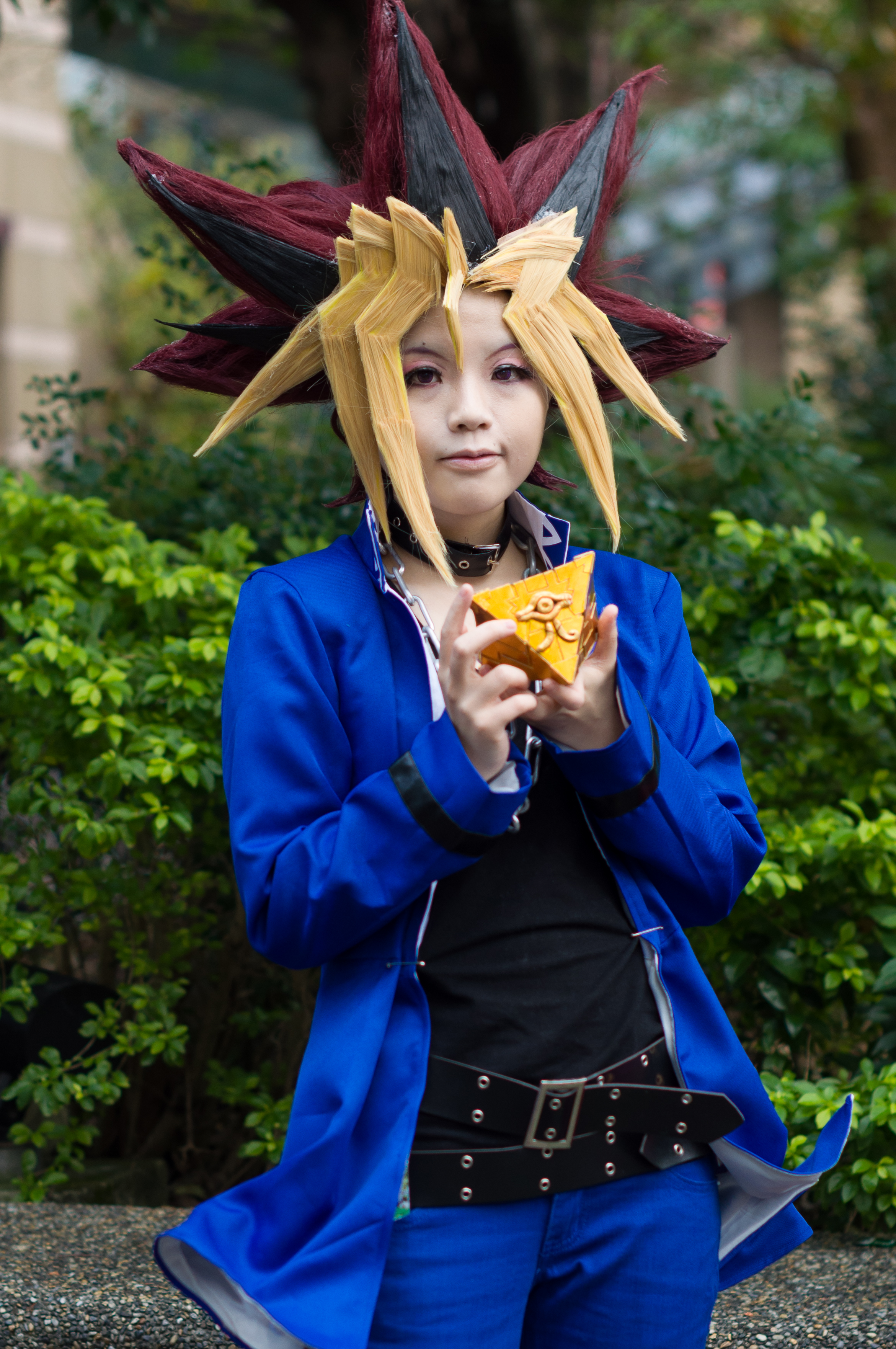
Cosplay de Yûgi Muto

Yûgi Muto est un garçon timide qui n'a pas d'amis. Plus tard, le grand-père de Yûgi lui donna le Puzzle du Millenium (ou Puzzle Millénaire), trouvé dans un tombeau égyptien, car il sent que le puzzle est destiné à Yûgi. Ce dernier mit huit heures (anime) à le reconstituer. Lorsqu'il finit le puzzle, il fit un vœu : celui d'avoir de vrais amis. Joey et Tristan, qui jusque-là le martyrisaient, furent défendus par Yûgi d'un plus costaud qu'eux et devinrent donc amis avec lui. Yûgi ne s'en rend pas compte tout de suite mais lorsqu'il est dans des situations pénibles et dangereuses (ou pendant un duel important) un esprit prend possession de son corps pour gagner ou lancer des sanctions du sort au perdant (notamment durant la saison 1). Yûgi prend connaissance de son autre lui lors d'un duel contre son pire ennemi, Seto Kaiba, car cet autre lui semble contredire Yûgi et aller contre sa volonté. Cependant Yûgi pardonne à son autre lui et finit par vaincre Pegasus J. Crawford, qui retenait son grand-père prisonnier, au Royaume des Duellistes. Durant les autres saisons, une amitié puissante s'installe entre Yami (ou Atem) et Yûgi. Ce dernier aidera le pharaon à retrouver ses souvenirs et à vaincre les forces obscures maintes fois.

#### Yami Yûgi / Pharaon Atem

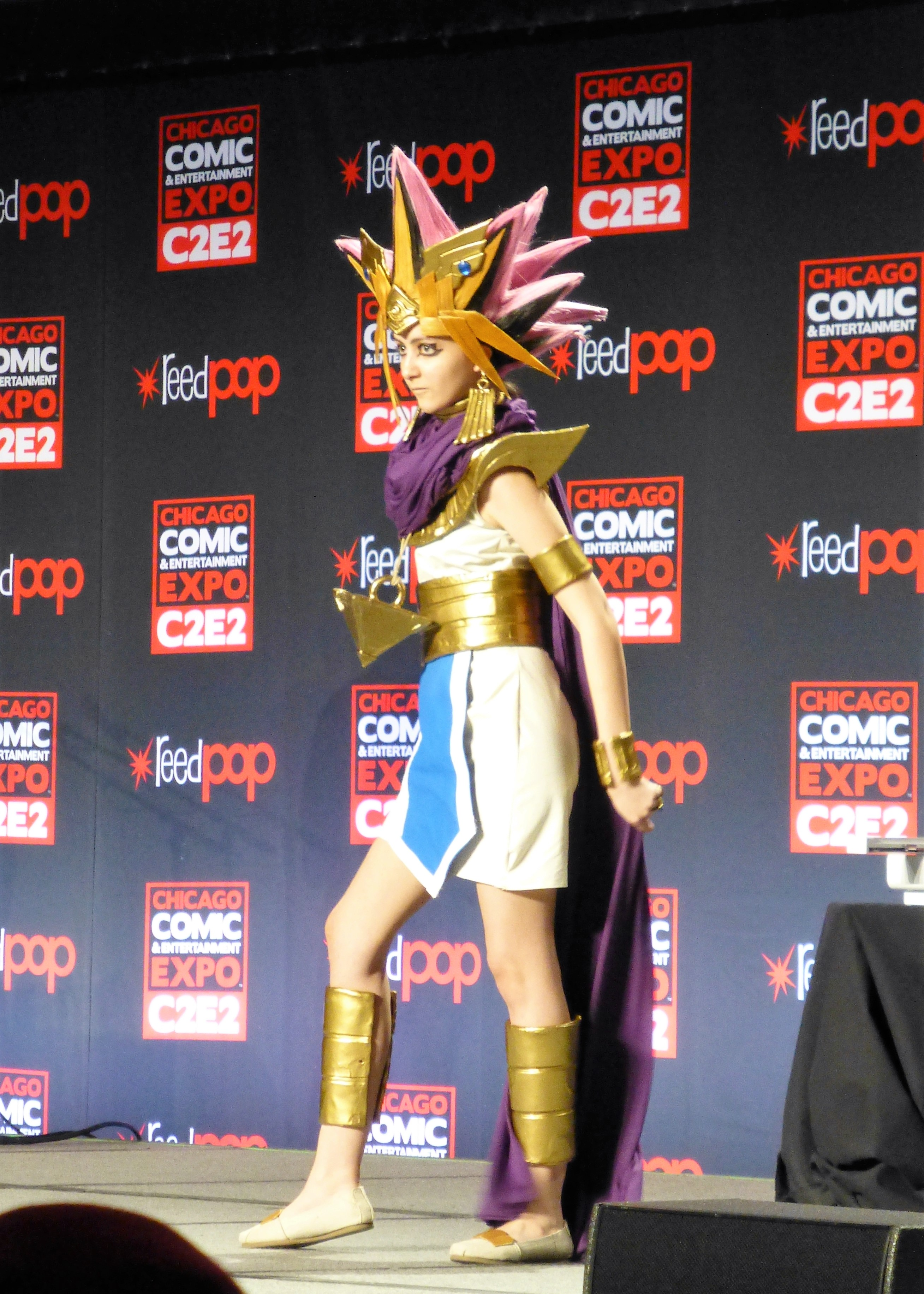
Cosplay d'Atem en pharaon

Ce personnage est la clé du manga. Yami (ou Atem) est un personnage mystérieux. Au début, on ne sait rien de lui, mis à part un lien avec le Puzzle du millénium (ou Puzzle millénaire). C'est un être sûr de lui qui est notamment un maître dans le domaine de tous les jeux, mais spécifiquement dans les Jeux des Ombres où il lance des sanctions du destin (la pénalité) au perdant. Au fil des saisons, on y apprend qu'il s'agit d'un ancien pharaon qui aurait effacé ses souvenirs de lui-même pour protéger un secret et qui aurait sauvé le monde des ténèbres il y a 5 000 ans. Yami semble avoir un lien puissant avec les trois dieux égyptiens, mais il partage également une émouvante amitié avec Yûgi et sa bande.
Mais dans l'arc de l'Atlantide, on découvre le mauvais côté de Yami. En effet, lors d'un duel avec Raphaël, ce dernier lui donne la carte du Sceau d'Orichalque et Yûgi tente par tous les moyens d'empêcher son alter égo de la jouer. Mais se laissant aller à son côté sombre et en mauvaise posture dans le duel, le Pharaon n'eut d'autres choix que de l'activer, ce qui le conduit tout droit à la défaite (après avoir pris un léger avantage) et c'est finalement l'âme de Yûgi qui est emprisonnée. Se sentant coupable d'avoir agi égoïstement malgré les avertissements de Yûgi, le Pharaon sombre dans la tristesse. Provoqué en duel par Insector Haga, qui s'est rangé aux côtés de Dartz et qui souhaite prendre sa revanche sur sa défaite au royaume des duellistes, le Pharaon le bat avec beaucoup de difficultés, alors que son adversaire utilisait le Sceau d'Orichalque. Il prend ensuite sa revanche sur Raphaël de la même manière, mais libère ce dernier de l'emprise du sceau. Aidé de Kaiba, il affronte Dartz, et malgré la défaite de son équipier, parvient à le terrasser, mais celui-ci fusionne ensuite avec le Grand Léviathan. Se rendant sur l'île de l'Atlantide, en compagnie de Yûgi, Jono-Uchi et Kaiba, il se sépare temporairement de son hôte pour affronter la créature avec l'aide des trois Dieux égyptiens. Le monstre absorbe les ténèbres qui l'habitent, mais Dartz est également libéré du sceau et retrouve sa famille.
Lors de l'épisode 224, Atem regagne le monde des esprits où son âme va reposer en paix.

### Katsuya Jono-Uchi / Joey Wheeler
Katsuya Jono-Uchi (城之内 克也 Jōnouchi Katsuya), Joey Wheeler dans l'animé version 4Kids.
Il est le meilleur ami de Yûgi Muto et le protège face aux dangers.
C'est aussi un duelliste et un grand défenseur de l'amitié.
Il était un garçon bagarreur et redoutable, membre d'une bande de voyous. Tout bagarreur qu'il est, il a le sens de l'honneur et n'a jamais malmené plus faible que lui. Enfant d'un couple divorcé, il vit chez son père chômeur, alcoolique et violent. Il a une jeune sœur, Shizuka (Sérénity dans la version française de l'anime), qui vit avec sa mère. Très pauvre, il combine son emploi du temps au lycée avec divers petits jobs, notamment livreur de journaux pour assumer ses finances. Il fit plus tard la rencontre de Honda qui devint son très proche ami, période durant laquelle il cessa sûrement de traîner avec des bandes de voyous, même si avec Honda, il gardait sa mentalité de voyou bagarreur. Lui et Honda avaient l'habitude d'ennuyer Yûgi, un jeune garçon chétif et peureux de leur classe, non pas dans le but de le blesser, mais plutôt d'en faire un homme. C'est le jour où Yûgi s'interposera entre lui et une grande brute qui le menaçait qu'il prit conscience d'une grande amitié et ils devinrent inséparables. Il avait avant cela caché une pièce du Puzzle Millénaire de Yûgi en le lançant dans une piscine. Pour se racheter, il plongera dans la piscine (la rivière) pour rendre (anonymement) cette dernière pièce à Yûgi, ce dernier pouvant achever son Puzzle.
Par la suite, lui et Yûgi passèrent beaucoup de temps ensemble, ils ont participé tous les deux au tournoi de Pegasus pour que Joey puisse financer l'opération de sa sœur. Par amitié afin de l'aider dans le tournoi, Yûgi lui donnera une de ses cartes rares, le Magicien du Temps. Jôno-Uchi a ensuite sauvé la vie de Yûgi en le sortant de l'incendie du magasin Black Crown. Sa rencontre avec Yûgi a radicalement changé sa personnalité, passant de voyou zonard à un garçon honnête et droit. Il est cependant assez maladroit et beau parleur tout au long de la série. Il entretient une violente rivalité avec Seto Kaiba qui passe son temps à la rabaisser avec son niveau au jeu Magic & Wizards qu'il juge sans cesse insuffisant. Il a néanmoins été à deux doigts de battre Marek en demi finale de Battle City, mais s'effondre avant de lancer l'attaque qui lui aurait assuré la victoire. Lorsque le duel entre Yûgi et Kaiba est sur le point de s'achever, il se réveille de sa léthargie et rejoint son meilleur ami pour assister à la fin de son duel. Après la défaite de Kaiba face à Yûgi, il défie le premier dans un duel pour la 3e place, mais perd. Lors de la finale, Yûgi bat difficilement Marik, libérant son bon côté, ainsi que Mai & Bakura du Royaume des Ombres. Anzu se rend compte que Jono-Uchi est amoureux de Mai, même si celui-ci ne l'avouera jamais.
Lors de l'arc de l'Atlantide, Jono-Uchi devient un duelliste hors pair. Il bat une nouvelle fois Rex Raptor, qui a utilisé la carte du Sceau d'Orichalque, puis Valon, avant de perdre son âme face à Mai, qui s'était rangée du côté de Dartz, mais sera libérée de son emprise lors de son duel avec son meilleur ami. Après la victoire de Yûgi face à Dartz, son âme sera libérée, puis s'associe à Yûgi & Kaiba pour le combat final contre Dartz.

### Anzu Mazaki / Téa Gardner
Anzu Mazaki (真崎 杏子 Mazaki Anzu dans le manga) ou Téa Gardner (dans l'animé version 4Kids) accompagne Yûgi, Joey et Tristan dans leurs aventures.
Téa est une amie d'enfance de Yûgi. Son deck est composé de monstres féminins (comme la Magicienne de la Foi et la Sorcière du Feu). Elle se bat seulement contre Mai Valentine (voir Mai Kujaku) au Royaume des Duellistes et contre le Pingouin du Cauchemar dans les épisodes 102 et 103.
Anzu aidera Atem à retrouver sa mémoire en compagnie de Yûgi.
Enfin, Téa est passionnée de danse et rêve d'en faire son métier. Pour cela, elle travaille dans un fast-food après les cours, afin de financer ses futures études aux États-Unis.
Téa était amoureuse d'Atem quand elle ignorait que lui et Yûgi formaient une seule personne, mais au fur et à mesure de la quête de l'identité du Pharaon, elle se rendra compte que le petit Yûgi vaut autant qu'Atem et développera des sentiments pour lui. Pour preuve, elle montrera une certaine jalousie lorsque d'autres filles s'approchent trop de Yûgi, comme lors du duel entre Vivian et Rebecca, d'abord Vivian voulant absolument s'approcher de Yûgi la mettra hors d'elle au point de soutenir Rebecca, cependant, cette dernière courre serrer Yûgi dans ses bras après sa victoire et Téa fut au bord de la crise.
À noter que Téa n'est pas une duelliste dans le manga (elle ne joue donc pas aux cartes), ce qui est d'ailleurs un point clé de la série spin-off de Yu-Gi-Oh!, Yu-Gi-Oh! R.

### Hiroto Honda / Tristan Taylor
Etudiant sportif et meilleur ami de Jono-Uchi au début, il devient vite un membre honoraire de l'équipe. Il aime parler aux filles et se prendre des râteaux.
Lors du manga, il restera en retrait ne jouant pas aussi intensément au jeu de cartes. Son apparition dans la série animée est un peu plus mise en valeur avec des responsabilités, comme accompagner Sérénity sortant de son opération.
Il ne fait pas beaucoup de Duels, un peu comme Téa, et son Deck est basé sur des guerriers et des robots.

### Ryô Bakura
Ryô Bakura est, en apparence, un garçon comme les autres, il va au même lycée que Yûgi. Cependant, son père revient un jour d'un voyage en Égypte avec un anneau mystérieux : l'anneau du Millenium. Son père le lui donne, sentant que l'anneau lui est destiné. Dès lors, Bakura devient la marionnette de l'esprit maléfique qui habite l'anneau du Millenium. Ce dernier prend possession de son corps pour tenter de s'emparer des autres Objets du Millenium.

### Seto Kaiba
Seto Kaiba (海馬 瀬人 Kaiba Seto) est le principal rival de Yûgi Muto dans le manga et le dessin animé Yu-Gi-Oh!, de Kazuki Takahashi. Dans la première version du manga, il jouait le rôle d'antagoniste majeur durant la première partie de la série, mais la seconde version (celle sortie en France) le présente comme un personnage plus complexe, certes égocentrique et arrogant, mais pas fondamentalement mauvais, qui ne sert d'antagoniste que dans le premier épisode et joue un rôle plus ambigu le reste de la série. Dans toutes les versions, Kaiba est le PDG de la Kaiba Corporation, multinationale spécialisée dans les jeux de haute technologie et le concepteur des appareils holographiques utilisés par les duellistes. Misanthrope et austère, il est cependant extrêmement protecteur envers son petit frère, Makuba.
Kaiba est aussi le créateur de la Duel Academy introduite dans Yu-Gi-Oh! GX, bien qu'il n'apparaisse que très occasionnellement dans cette série en comparaison de la première, et n'y est jamais vu combattre. Toutefois, le personnage de KaibaMan est vu utilisant son jeu dans cette série.
Le passé de Kaiba est exploré en détail au cours de la seconde version de la série animée. Alors qu'il était enfant, sa mère mourut en donnant naissance à Makuba, et son père se tua quelques années plus tard dans un accident de voiture. Tous deux n'ayant pas de famille, ils furent dépouillés de leur héritage et placés à l'orphelinat. Lorsque Gozaburo Kaiba, le riche propriétaire de la KaibaCorp (qui était alors une société de production d'armes), visita l'orphelinat à l'occasion d'une campagne marketing, Seto le défia aux échecs, en imposant comme enjeu d'être adopté avec Makuba s'il gagnait. Gozaburo releva le défi, et perdit (dans le manga, Seto gagne en trichant, alors que dans l'anime, il a simplement étudié les méthodes de Gozaburo), le contraignant comme promis à adopter les deux frères.
Gozaburo s'avéra être un père cruel et violent, forçant Seto à suivre des études difficiles avec des méthodes excessivement dures. Finalement, lorsque Seto arriva à l'adolescence, Gozaburo lui confia 2 % de l'argent de KaibaCorp, le défiant de rembourser dix fois la somme en un an. Seto parvint à rassembler l'argent en une journée, et, aidé par Makuba, s'empara de KaibaCorp, renversant Gozaburo et s'établissant lui-même comme nouveau directeur. Gozaburo se suicida peu après par défenestration (bien que dans l'anime il ait en réalité téléchargé son esprit sur un monde virtuel de sa conception).
En tant que nouveau président de KaibaCorp, Seto fit cesser la production d'armes pour se concentrer sur celle de jeux de haute technologie. Il permit notamment la conception des arènes virtuelles pour le jeu Magic and Wizards, permettant de faire apparaître les monstres sous des formes holographiques, donnant un autre aspect au jeu. Parallèlement, il devint lui-même un joueur doué à ce jeu, notamment grâce à trois exemplaires du Dragon Blanc aux Yeux Bleus, une carte rare et puissante. Au début de l'histoire, il est le champion mondial de Magic and Wizards. Malheureusement, il s'était aussi assombrit, devenant arrogant et persuadé que seule la puissance comptait.
Cependant, un jour, il découvrit que le grand-père de Yûgi possédait lui aussi un Dragon Blanc aux Yeux Bleus, et tenta de le lui acheter, en vain. Furieux, il défia le vieil homme en duel, et emporta son Dragon Blanc aux Yeux Bleus, déchira la carte sous les yeux de Yûgi et de ses amis. Désireux de le punir, Yûgi l'affronta en duel avec un deck composé pour lui par son grand-père. Bien que Kaiba eût largement l'avantage durant une grande partie du duel, Yûgi remporta finalement la partie grâce à sa confiance en l'âme des cartes en assemblant les cinq cartes d'Exodia le Maudit, seul monstre de tout le jeu à être invincible.
Atterré par sa défaite, Kaiba annula sa participation au Tournoi du Royaume des Duellistes organisé par Pegasus, et se retira dans une maison isolée pour essayer de comprendre la raison de sa défaite. Cependant, Pegasus complota avec ses associés afin de se débarrasser de lui et de s'emparer de la société, enlevant Makuba à cette fin. Apprenant la nouvelle après avoir échappé de justesse à une tentative d'enlèvement/assassinat des hommes de Pegasus, Kaiba utilisa ses appareils pour pirater les systèmes holographiques du Royaume des Duellistes, permettant ainsi à Yûgi de gagner contre un fantôme se faisant passer pour lui. Malheureusement, Pegasus parvint à reprendre Makuba, qui s'était évader entre-temps, et à emprisonner son âme dans une carte.
Décidé à sauver son frère, Kaiba se rendit au Royaume des Duellistes dans l'intention de défier Pegasus. Ce dernier le contraint à combattre une nouvelle fois Yûgi auparavant. Yûgi gagna presque le combat, mais Kaiba mit volontairement sa vie en danger dans le duel, forçant Yûgi à se retenir et lui permettant de gagner. Il affronta ensuite Pegasus, mais perdit, et se fit à son tour absorber l'âme. Toutefois, lui et Makuba furent tous deux délivrés après la défaite de Pegasus contre Yûgi.

Après ces événements, Kaiba fut contacté par Isis Ishtar qui lui présenta la tablette antique montrant un duel entre un pharaon ressemblant à Yûgi et un prêtre ressemblant à lui-même. Isis lui apprit également l'existence des trois cartes divines qui feraient de leur possesseur le roi de tous les duellistes. Après avoir reçu de Isis Obelisk le Tourmenteur, un des trois dieux, Kaiba décide alors d'organiser le tournoi de Battle City afin de réunir les duellistes du monde entier et par conséquent les trois cartes au même endroit. Il s’inscrit lui-même à ce tournoi pour prendre sa revanche sur Yûgi et prouver au monde entier qu'il est le meilleur en devenant le roi.
Au cours du tournoi, il apporte plusieurs fois son soutien à Yûgi dans sa lutte contre Marek, l'aidant par exemple à récupérer Slifer le Dragon du Ciel, une autre des trois cartes divines. En quart de finale, il l'emporte sur Isis et profite des autres matches pour étudier le jeu de Marek et trouver un moyen de vaincre sa carte divine, le Dieu-soleil Râ. Mais tous ses espoirs s'envolent en demi-finale où il perd encore face à Yûgi. Celui-ci lui dit que la cause de sa défaite est la haine qui réside encore dans son cœur. Furieux, Kaiba remet son Obelisk à son rival et décide de détruire la tour où se déroule la finale, mais il est raisonné par Isis et son frère. Il remet alors à Yûgi la carte qu'il comptait utiliser pour contrer Ra.
Après la victoire de Yûgi sur Marik, il repart avec son frère en hélicoptère vers la ville de Domino (dans l'anime, il affronte Joey après sa défaite et remporte le duel, non sans avoir un peu peiné).
Dans la 4e saison, Seto Kaiba sera accusé de l'apparition des monstres de duels dès le 1er épisode (qui est en fait à cause de Dartz qui a empêché Yami Yûgi/Pharaon Atem d'aller dans le monde de sa mémoire) puis affrontera Pegasus à nouveau sur l'Île des Duellistes. Il s'avérera qu'il n'avait pas affronté le vrai Pegasus mais un des complices de Dartz : Alister, qui lui voue une haine terrible depuis que son père adoptif Gozaburo a détruit son village et enlevé son petit frère. En plein milieu du duel, Kaiba est téléporté dans le monde des monstres de duel pour qu'il libère le 2e dragon de l'Atlantide et protecteur des 2 mondes : Le Croc de Critias. Alister a le dessus sur son adversaire, mais il disparaît mystérieusement et dit à Kaiba que leur duel n'est pas fini. Plus tard, les deux duellistes s'affrontent à nouveau, mais cette fois-ci, Seto en sort victorieux, l'âme d'Alister étant emprisonné dans le Sceau d'Orichalque. Il aide le Pharaon et ses amis à traduire un texte, mais à sa grande surprise, ils découvrent que Dartz est président de la société Paragus. En effet, ce dernier a commencé à acheter des actions de la KaibaCorp, tout en faisant porter le chapeau à Pegasus, et parvient à en prendre le contrôle. Avec l'aide du Pharaon, qui a battu Raphaël et libéré de l'emprise de l'Orichalque, il affronte Dartz, mais sera défait et perdra son âme. Il la récupère après la victoire du Pharaon sur Dartz, puis fait équipe avec Jono-Uchi et Yûgi lorsque leur adversaire réveille le Grand Léviathan et fusionne avec la créature en lui donnant son âme. Grâce au Pharaon et aux trois Dieux égyptiens, le monstre est affaibli, permettant à Jono-Uchi et Kaiba de quitter l'île de l'Atlantide pendant que Yûgi et le Pharaon finissent le travail.
Mokuba rend ensuite visite à Yûgi et ses amis qui profitent de la campagne, leur proposant de participer au tournoi ultime de la KaibaCorp. Yûgi, Joey et Rebecca sont partants, mais ils apprennent que Seto Kaiba n'y participera pas. Yûgi, champion en titre, est qualifié d'office pour la finale En effet, Seto sera chargé de la surveillance du bon déroulement du tournoi. Un participant attire cependant son attention : Zigfried Lloyd, qui en réalité, n'est autre que Zigfried Van Schröder, le président directeur général de la Schröder Corp (entreprise rivale de la KaibaCorp). Il s'est inscrit au tournoi sous une fausse identité et a piraté le système informatique pour détruire les fichiers importants de la KaibaCorp. Son petit frère, Léo Schröder, également inscrit sous l'identité de Léo Wilson, sera le duelliste qui affrontera Yûgi en finale, mais perdra. Ayant échoué dans son plan, Zigfried est contraint de voir sa société perdre une partie de sa clientèle, au profil de la KaibaCorp.
Kaiba est contraint d'affronter Bakura qui a capturé l'âme de son frère. Ce dernier lui donne l'Œil du millénium. Il participe à l'aventure dans le monde des souvenirs du Pharaon, fait la rencontre de Kisara, la jeune femme possédant le pouvoir de libérer le Dragon Blanc aux Yeux Bleus, et aide le Pharaon dans son combat contre Zorc l'obscur. Ce dernier ayant retrouvé la mémoire, il assiste au dernier duel entre Atem et Yûgi.
Le Deck de Kaiba est facilement reconnaissable par ses cartes-signatures, les 3 Dragons Blancs aux Yeux Bleus, qu'il peut fusionner en un seul monstre tricéphale, l'Ultime Dragon Blanc aux Yeux Bleus. Ses autres cartes ont varié suivant les périodes de la série, mais il compte souvent sur des cartes permettant d'invoquer plus rapidement et d'améliorer ses Dragon Blanc aux Yeux Bleus. Les cartes qu'il utilise le plus en dehors de ces monstres comprennent essentiellement des Dragons et des Machines. Il a possédé aussi Obélisk le Tourmenteur et le dragon légendaire Le Croc de Critias.

### Mokuba Kaiba
Mokuba Kaiba (海馬 モクバ Kaiba Mokuba) est le frère de Seto Kaiba.
Il aide souvent son frère grâce aux nouvelles technologies développées par la Kaiba Corp (comme quand il a scanné les inscriptions de la carte du Dragon Ailé de Râ). Son nom est Makuba Kaiba dans la version française du dessin animé.

## Antagonistes

### Bakura le roi des voleurs
Il s'agit de l'antagoniste principal du manga et de l'anime de la série Yu-Gi-Oh!. Bakura est un voleur et un pilleur. Il est le seul survivant du village de Kul Elna, tous les habitants ayant été massacrés et sacrifiés aux forces des ténèbres pour créer les Objets Millénaires. Ivre de colère, il grandira dans la haine du pharaon et aura pour unique but de le tuer pour venger les morts de son village, en récupérant les Objets Millénaires pour les offrir à une puissance maléfique nommée Zork. C'est pourquoi il pillera la tombe du pharaon Akunom-Kanon et ramènera sa dépouille à Atem, avant de l'attaquer lui et ses prêtres aux Objets Millénaires. Pour ce faire, il invoquera son Kâ (esprit), Diabound, sorte de diable masqué aux ailes d'anges et à la queue de serpent, qui gagne en puissance à chaque fois que la colère de Bakura augmente. Sur le point d'anéantir les prêtres, Bakura se fera finalement repousser du palais par Obélisk le Tourmenteur qui sera invoqué par Atem. Mais ce ne sera que le début de la confrontation entre le pharaon et le roi des voleurs. Diabound est très puissant car il a fait match nul contre Obélisk le Tourmenteur en utilisant le pouvoir du Dragon Blanc aux Yeux Bleus, a battu Slifer  (à cause de l'intervention d'Akunadin) mais il se fait finalement battre par le Dragon Ailé de Râ qu'Atem fera transformer en mode phœnix. Mais Bakura retourne le sablier du temps et s'empare peu après des Objets du Millenium et peut réveiller Zork l'Obscur.
Il réveille Zork l'Obscur lors de l'épisode 215, il est très puissant. Il bat Exodia le Maudit, Obélisk le Tourmenteur, Slifer  et le Dragon Ailé de Râ puis le Dragon Blanc aux Yeux Bleus. Zork sera finalement vaincu par la fusion des 3 dieux Égyptiens, Horakhty, le Dieu Créateur de Lumière (ou ). Après sa destruction, l'esprit de Zork enfermé dans l'Anneau du Millenium meurt.

### Pegasus Jr Crawford
- Nom original : Pegasus J. Crawford (le "J." a été traduit en "Jr" par erreur dans la version française du manga)
- Nom dans la version française de l'anime : Maximillien Pegasus
- Nom dans la version américaine de l'anime : Maximillion Pegasus

Il reçut son Œil du Millenium et la soif de pouvoir s'empara de lui. Il créa le Duel de Monstres et ressuscite par la même occasion le Jeu des Ombres. Il réapparaît dans les saisons suivantes de façon très externe et a un rôle très important mais très court avant le duel d'Atem contre Yûgi où il repense à voix haute à toute l'aventure de Yûgi. Il apparait également dans le film Yu-Gi-Oh! et Yu-Gi-Oh! GX. Il est le créateur des dieux égyptiens et du Dragon Arc-en-Ciel.
Bien qu'il soit un rival de Seto Kaiba, il a collaboré avec la KaibaCorporation pour mettre en place les disques de duels et les Battle Box (visible sur l'Ile de Pégasus).
Pegasus utilise principalement des cartes de magicien ou relevant du monde de l'illusion. Il possède des cartes mythiques comme l'Illusionniste sans Visage, étant lui-même le créateur du jeu.
Son plus grand atout est le ToonWorld : une carte unique car excessivement puissante, qui transforme en Toons tous ses monstres. Un montre Toon devient une caricature indestructible du monstre original.
Son dernier atout est Le Renoncé (ou Relinquished), un magicien qui peut absorber les monstres adverses afin de s'approprier leur puissance et se servir d'eux pour se protéger. Pegasus peut même le fusionner avec l'un de ses magiciens d'illusion, l'Idôle aux Mille Yeux (ou Thousand-eyes Idol), afin de lui permettre en plus de bloquer toute attaque contre lui.
Pegasus combine ses cartes très puissantes à son Œil Millénaire, qui lui permet de lire dans les pensées de ses adversaires.

### Marik Ishtar
Marik Ishtar est un personnage du manga/anime Yu-Gi-Oh!. Il est appelé Marek Ishtar dans la version 4kids de l'anime. Dans la série Yu-Gi-Oh!, Marik Ishtar est le possesseur de la Hache (aussi appelée Sceptre ou Baguette) Millénaire/du Millénium, qui lui permet de créer un Jeu des Ombres et de contrôler l'esprit d'un individu. C'est grâce à elle qu'il a pu créer l'organisation des pilleurs de l'ombre, ou ghouls. Son but est de se venger du Pharaon Atem (le double de Yûgi Muto) et de s'approprier ses pouvoirs infinis afin de le remplacer. Pour cela, il doit avoir en sa possession les trois cartes de Dieux Égyptiens : Obélisk le Tourmenteur, Le Dragon Volant d'Osiris/Slifer le Dragon Céleste et le Dragon Ailé de Râ.
Ces deux dernières au départ sont en sa possession. Pour avoir le pouvoir infini, il lui faut également le Puzzle Millénaire. C'est pour cela qu'il défiera Yûgi par l'intermédiaire de son esclave mental, Sting le Silencieux (un homme qui a tué ses propres parents que Marik a sous son contrôle grâce à son Item Millénaire). Mais il perdra le duel, et Yûgi remporte ainsi Osiris (Slifer). Il ira alors jusqu'à retourner les amis de Yûgi contre lui avec sa Hache Millénaire. Mais il échouera encore face à l'indestructible amitié qui lie Yûgi et Katsuya Jono-Uchi (Joey Wheeler). Cependant, aussi surprenant que cela puisse paraître, le Marik que l'on voit à ce niveau de l'histoire est son bon côté. En effet, les ténèbres ont pris possession de son corps et elles surgiront lors de la phase finale du Battle City (Bataille Ville), lorsque Rishido perdra conscience contre Jono-Uchi. Il plongera Mai Kujaku, Ryô Bakura et Jono-Uchi dans le Royaume des Ombres.

Lors de ces trois duels, il montrera la toute-puissance de son Dragon Aîlé de Râ. Mais c'est lors de sa finale contre Yûgi que son bon côté triomphera, regagnant le contrôle du corps grâce aux encouragements de Rishido. Il remettra à Yûgi sa Baguette Millénaire ainsi que son Dragon Ailé de Râ et deviendra un de ses amis.
Marik, accompagné de sa sœur Isis et Odion, va plus tard accueillir Yûgi et ses amis, venus en Égypte pour aider le Pharaon à retrouver les souvenirs de son passé. Après leur victoire contre Zorc l'Obscur dans le passé d'Atem (qui a retrouvé la mémoire), Yûgi et ses compagnons se rendent sur le lieu où l'âme du Pharaon sera libérée. Marik et les autres assistent au duel entre Atem et Yûgi.
Il réapparaît en vision du passé dans Yu-Gi-Oh! GX, lors du voyage de Jaden Yuki sur les traces de Yûgi à Battle City. Ainsi que dans le film Yu-Gi-Oh ! The Movie : Super Fusion ! Bonds That Trenscend Time dans le prologue présentant Yûgi et ses ennemis.

#### Le double de Marik
Pour connaître l'origine de sa double personnalité (un point commun qu'il a avec Yûgi et Bakura bien que dans leur cas, ce sont des esprits qui les possèdent), il faut remonter à son 10e anniversaire. En effet, Marik est né dans le clan très prestigieux des Ishtar, gardiens de la mémoire du pharaon qui n'est autre que Yûgi. Ce clan a pour but, de génération en génération, de père en fils, de se faire tatouer dans le dos, avec un couteau brûlant, le secret de l'endroit où est cachée la mémoire du pharaon sans nom. Ce tatouage indique aussi ce qu'il faut (faire) pour être reconnu comme le véritable pharaon, c'est-à-dire les cartes des Dieux Égyptiens.
Mais Marik maudit son destin de gardien de la mémoire et demande à son serviteur et frère adoptif Rishido de le remplacer dans ce rôle si important. Rishido pense alors qu'en acceptant cette demande, il deviendrait un véritable Ishtar, ayant été adopté par le clan. Seulement, Rishido n'étant pas un membre du clan Ishtar par le sang, cette demande fut refusée. Marik dû se résoudre à accepter (de force) le rituel. De ce jour est né le côté sombre de Marik. Malheureusement pour cette entité, Rishido décida de se tatouer lui-même une prière sur le visage pour calmer la colère de son maître Marik.
Un jour où Marik, enfermé dans le tombeau depuis sa naissance, fugua avec sa sœur Isis (Shizu) pour voir le soleil, il se fit prendre par son père en rentrant. Il trouva Rishido, qui avait contribué à la fugue, torturé par son père. Lorsque Rishido tomba évanoui, son double se réveilla. Et sa première action fut d'égorger son propre père.
Ce n'est que lorsque Rishido se réveilla que le bon côté de Marik reprit le dessus. Voyant son père gisant sur le sol, il se demanda qui avait bien pu contribuer à la mort de son père, sévère et strict, mais restant quand même son père. C'est ainsi que l'esprit de Shadi, le gardien des Objets Millénaires, lui apparut et lui révéla que ceci était dû à la volonté du pharaon.
Depuis ce jour, Marik garda une haine et une rancune immense envers Yûgi, permettant ainsi à son double de grandir de plus en plus. Mais ce n'est que lors du Battle City (Bataille Ville) qu'il sortit complètement de son long sommeil, puisque Rishido, participant lui aussi, tomba dans le coma, s'étant attiré les foudres de la carte du Dragon Ailé de Râ, utilisant une copie de celle-ci. La fin de Battle City se termina donc avec le côté maléfique de Marik. Personnage torturé, psychopathe, schizophrène et sadique, il tire son plus grand plaisir de la souffrance qu'il inflige aux autres et grâce à sa carte suprême du Dragon Ailé de Râ, il causa énormément de mal, marquant en même temps sa suprématie et son expérience du jeu Magic and Wizards (Duel de Monstres).

### Prêtre Aknadin
Aknadin est un des prêtres qui protège le Pharaon. Il possède l'Œil du Millénium et on le soupçonne d'avoir créer les Objets Millénaires. Il est le père caché du Prêtre Seto et ne supporte pas le nouveau Pharaon et verrait plutôt son fils à cette place. Pour cela, il va s'allier avec le traître Bakura pour accomplir le rituel de Zork. Une fois Zork réveillé, celui-ci va donner de la puissance maléfique à Aknadin, puissance qui va lui permettre de tuer Kisara. C'est son propre fils, le Prêtre Seto, qui le tuera, néanmoins, lorsque Atem rejoint le Monde des Esprits et y retrouve ses amis de l'Égypte ancienne, Aknadin y figure, mais pour une raison inconnue, il est jeune.

### Zork l'Obscur
Grand dieu maléfique né lorsque les Objets du Millenium ont été créés (dans l'anime occidental il est le créateur du Royaume des Ombres et donc antérieure à la création des Objets du Millenium, s'ils ont été faits en utilisant son pouvoir; et dans le manga, il a été dit d'être né de l'obscurité dans le cœur des êtres humains). Il y a 5000 ans, Atem l'a vaincu. 5000 ans plus tard, Atem a eu beaucoup plus de mal à le vaincre. Il a dû utiliser la fusion des trois dieux Égyptiens pour le vaincre. Zork a battu les dieux Égyptiens, le Dragon Blanc aux Yeux Bleus, l'Ultime Dragon Blanc aux Yeux Bleus, le Chevalier des Maitres Dragons et Exodia le Maudit. Dans le manga original, il est dit que Yami Bakura est une entité étant Zork et l'âme de Bakura : le roi des voleurs, tandis que dans l'anime, il est dit que l'esprit dans l'anneau du millénium est entièrement Zork.

### Noah Kaiba
Noah Kaiba est le fils biologique de Gozaburo Kaiba. C'était un enfant gâté, obtenant tout ce qu'il désirait. Mais un jour, le jeune garçon meurt d'un accident dont les circonstances sont inconnues. Pour le ramener à la vie, Gozaburo télécharge son esprit dans un super-ordinateur, tout en créant un monde virtuel dans lequel son fils est désormais condamné à vivre. Cependant, Gozaburo va devenir de plus en plus distant avec son fils, finissant même par l'ignorer définitivement afin de se consacrer à Seto et Makuba. Après s'être fait voler sa société par son fils adoptif, Gozabuto télécharge à son tour son esprit dans le monde virtuel de son fils. Il pousse ce dernier à attirer Seto Kaiba et ses compagnons dans leur monde virtuel, mais après la défaite des cinq grands et de Noah, il trahit son fils en s'étant servi de lui. Pour se venger, Noah décide de détruire l'ordinateur central du monde virtuel. Comprenant la gravité de son geste et réalisant ses erreurs, Noah aide Yûgi et ses amis à quitter le monde virtuel et y retourne pour se débarrasser de Gozaburo. Personne ne sait ce qu'il advient de Noah après la destruction du monde virtuel.

### Dartz
Dartz est un ancien roi de l'Atlantide et le président de l'organisation Paradius. Après avoir été forcé de tuer sa femme qui avait été transformée en un monstre par l'orichalque, Dartz fut lui-même corrompu, tournant son œil droit en vert. Dartz a dirigé les forces de l'Orichalque contre son père, sa fille et les forces du Dominion des bêtes, mais a été défait. Il vit depuis 10 000 ans et capture des âmes pour essayer de réveiller une créature qui détruira toute la planète, le Grand Léviathan. Ce monstre se nourrit d'âmes humaines et d'énergie de monstres. Après cela, il engage quatre, puis six hommes dans sa conquête. Ils se nomment Raphaël, Valon, Alister, ainsi que Maï puis Insector Haga et Rex Raptor. Il leur demandera même de voler les trois cartes de dieux Égyptiens de Yûgi pour alimenter son monstre. Après des siècles et des siècles d'essayer de réveiller le Grand Léviathan, il donne son âme au monstre pour qu'il sorte de son sommeil. Ce monstre sera battu par les trois dieux Égyptiens invoqué par le Pharaon. Après la destruction de ce monstre, Yûgi détruira les ténèbres du cœur de Dartz.

## Personnages récurrents
- Shadi apparait lorsque Yûgi cherche les cartes des âmes de Kaiba et son frère chez Pegasus, il est le gardien de la stèle royale où se trouvaient les sept Objets du Millénaire; sa Clé Millénaire lui permet de lire le bon et le mauvais dans l'âme des gens. Dans le passé, elle sera utilisée par Shimmon pour libérer Exodia. Shadi est empli d'une grande sagesse et sera connu en Égypte Ancienne sous le nom de Hassan. Dans le manga, il apparaît dans les tomes 2 et 3 pour juger si Yûgi est bien digne de porter le puzzle millénaire.

- Ishizu (ou Shizu dans la version version française de l'anime ou encore Isis dans le manga version française) fait partie de la famille qui protège la stèle millénaire du Pharaon. C'est la sœur de Marik et de Rishido. Elle possède le Collier Millénaire qui lui permet de mettre en corrélation l'avenir, le passé et le présent. Elle rencontrera le Pharaon lors d'une exposition en ville, et lui apprendra l'existence de son passé et du lien qui le relie aux dieux, ainsi qu'à Kaiba. Elle sera qualifiée en tant que 8e duelliste sur le dirigeable de la KaibaCorp. Elle perdra son duel face à Kaiba, qui changera l'avenir en invoquant le Dragon Blanc aux Yeux Bleus en sacrifiant le Soldat Géant de l'Obélisque, au lieu d'attaquer avec ce dernier. Son deck est composé d'une majorité de cartes avec des anges. L'ancêtre d'Ishizu, dans le Monde de la Mémoire du Pharaon, se nomme Isis. Elle possède les mêmes prédispositions et le même Collier qu'Ishizu. À la fin de la dernière saison, Ishizu guidera le Pharaon vers son destin.

- Rishido (ou Odion dans la version 4Kids) est le frère adoptif de Marik et Ishizu (Shizu), il a été recueilli par la mère de Marik. Le père de Marik lui a toujours dit qu'il ne serait jamais héritier de la famille. Lorsque Marik a eu dix ans, le Rituel de La Famille de Protecteurs Du Tombeau insuffla à Marik son âme maléfique. Rishido pour protéger Marik, se fit tatouer une prière sur son visage. Lorsque Rishido devient inconscient, le double maléfique de Marik revient à lui (épisode 89) lorsque Rishido essaye d'invoquer une fausse carte de dieu Égyptien, Râ. On ne reverra Rishido que lorsque le Pharaon va en Égypte. Rishido possède un deck seulement basé sur les pièges et sur la Bête Mythique Serket (ou Seluketo).

- Mai Kujaku (孔雀 舞 Kujaku Mai), Mai Valentine dans l'anime version 4Kids, est une duelliste que Yûgi rencontre sur l'île des duellistes. Elle utilise un Deck Harpie ; les harpies étant sa signature. Elle perd contre un Player Killer (ou PK) (PaniK), mais Yûgi regagnera ses étoiles ; elle les lui rendra plus tard, à la suite de la défaite de Yûgi contre Kaiba, ce qui permettra à Yûgi d'être qualifié. Mai perdra ensuite son duel contre Yûgi. Elle considère Joey Wheeler comme un rival pour l'avoir battue lors de son premier duel. Elle cherchera à l'humilier par la suite, mais à la suite d'un geste après la récupération de ses étoiles, elle deviendra son amie. On retrouvera ensuite Mai lors du tournoi Battle City dans la 2e (épisode 90 à 92) où elle perdra face à Yami Marik car elle ne connaissait pas l'incantation pour libérer le dieu égyptien qu'elle avait récupéré chez ce dernier. Elle devra attendre que Yûgi la délivre du sort que lui a jeté son adversaire. Après la bataille contre Marek, Mai se rendit compte que Joey comptait beaucoup plus pour elle qu'elle ne le croyait. Et alors qu'elle allait se servir de la carte interdite, Joey lui avoua ses sentiments pour la sauver, ce qui fixa définitivement Mai sur ses véritables sentiments pour lui. Dans la 4e saison, se sentant faible et traumatisée par la mésaventure de Battle City, elle décide de trouver du pouvoir auprès de Dartz. Après avoir gagné en puissance, elle décida de battre Yûgi et Joey en commençant par ce dernier. Deux duels contre Joey suivront : un qui sera interrompu par Valon alors que Mai était sur le point de perdre, et l'autre qui sera gagné par Mai, profitant de la fatigue de Joey. Reprenant ses esprits car libérée du sort de Dartz, Mai décida de se retourner contre ce dernier mais elle perdra son âme face à Raphaël. Elle la retrouvera à nouveau lorsque Yûgi battra Dartz. On ne la reverra plus par la suite, du moins en tant que personnage important. Mai utilise un deck centré sur la dame harpie, son monstre préféré.

- Shizuka Kawai (川井 静香 Kawai Shizuka), Serenity ou Sérénité Wheeler dans la version occidentale du anime, est un personnage du manga Yu-Gi-Oh!. Sérénity est la sœur de Katsuya Jono-Uchi. Ils ont été séparés dès leur enfance. Sérénity souffre d'une maladie de la vue depuis sa naissance. Joey va finalement réussir à payer l'opération qui lui permet de recouvrer la vue après que Yûgi Muto lui a donné l'argent qu'il a gagné au Royaume des Duellistes. Dans l'anime, plus tard pendant le tournoi de Bataille Ville (Battle City dans le manga), elle suivra les 2 premiers duels de son frère par ordinateur et elle assistera aux phases finales sur le dirigeable de Kaiba. Dans le monde virtuel de Noah, elle fera un duel avec Tristan et Duke contre un des 5 Grands (Nezbizz, alias le Général Cybernétique).

## Monde de la Mémoire du Pharaon
- Prêtre Seto est le prêtre représenté sur la stèle en face du Pharaon. Dans le monde présent, il représente Seto Kaïba. Il possède la Baguette du Millenium ce qui explique que dans le futur qu'il soit capable d'utiliser un dieu Égyptien. Sans le savoir, il est le fils d'Aknadin, le frère du père d'Atem. Ce dernier veut à tout prix que son fils devienne pharaon, au point de pactiser avec Bakura. Seto retrouvera Kisara, une jeune fille aux yeux bleus qui possède le pouvoir du Dragon Blanc aux Yeux Bleus et qu'il avait sauvé étant enfant. Elle se sacrifiera pour lui pour le protéger d'Aknadin ; par la suite, Seto tuera son père. Cependant, Seto est de nature très têtue, il veut toujours faire à sa façon mais il finit par s'unir à Atem plus d'une fois. Il semblerait qu'il soit devenu Pharaon après la mort de son cousin, Atem sous la demande de ce dernier.

- Prêtre Mahad est le prêtre qui protège le pharaon grâce à l'Anneau Millénaire que revendique Bakura. Il se livrera à un combat où, lorsqu'il sentira la défaite, il fusionnera avec son Kâ pour devenir un puissant allié du Pharaon. Il est aussi le professeur de Mana, dont le Kâ est la Magicienne des Ténèbres. Aujourd'hui, il se réincarne en tant que Magicien des ténèbres, la carte qui se retrouve dans le deck de Yûgi. Il était également le protecteur du Pharaon Atem quand ce dernier était encore prince. Dans le film Yu-Gi-Oh!: The Dark Side of Dimensions, Mahad est joué en tant que carte par Atem lors de son duel contre Aigami.

- Prêtresse Aisis est l'ancêtre de Shizu (Isis dans le manga). Elle possède le Collier du Millénium et un esprit nommé "Spiria". Elle est la seule représentante féminine des prêtres. Elle est, avec le prêtre Seto, l'une des deux seules personnes ayant survécu. Elle reste prêtre et porteuse du Collier à la génération de Mana et devient gardienne du nouveau Pharaon Seto.

- Prête Karim est un des six protecteurs du Pharaon, il possède la Balance Millénaire qui permet de faire fusionner les Kâ et de mesurer l'équilibre entre le bien et le mal dans une âme. Karim va se sacrifier pour le Pharaon.

- Prêtre Shada est un homonyme de Shadi, l'actuel détenteur de la Clé du Millénium. Shada possède un Kâ nommé Chien Chacal Anubis. Il va se sacrifier pour aider le Pharaon à vaincre Bakura, dans la ville des âmes damnées.

- Mana est une élève de Mahad. Elle est une jeteuse de sort et Yûgi la compare à la Magicienne des Ténèbres. C'est la meilleure amie du Pharaon Atem dans l'Ancienne Égypte. Elle pleure souvent après la transformation de Mahad en Magicien des Ténèbres. Il semblerait également que, comme son maitre, elle ait transféré son esprit dans son Kâ avant de mourir. Elle deviendra gardienne de l'anneau millénaire après le départ du Pharaon Atem et le sacre du nouveau Pharaon Seto.

- Kisara est une jeune fille aux yeux bleus et à la peau très blanche. Lorsqu'elle sombre dans l'inconscience, son Kâ se révèle ce qui est très rare. Elle possède le Kâ d'une force divine : le Dragon Blanc (Shinoki Ryu) qu'elle utilise pour protéger Seto. Elle se sacrifiera pour lui sauver la vie ; c'est pourquoi elle se réincarne en Dragon Blanc aux Yeux Bleus, l'une des parties de fusion du Dragon Ultime aux Yeux Bleus qui se trouve dans le jeu de Seto Kaiba, actuelle réincarnation de Seto.

- Bobasa est gros et aime manger. Pour une mystérieuse raison, il apparaît invisible aux gens, à l'instar de Yûgi et de ses amis. Après que ces derniers lui ont donné à manger, Bobasa les aidera à retrouver le nom perdu du Pharaon.

- Akunumkanon est le Grand Pharaon qui a ramené la paix dans l'Égypte Ancienne en enfermant les Ténèbres dans les Sept Objets du Millénium. Il est le frère d'Aknadin et le père du Pharaon Atem. Akunumkanon a protégé son frère en prenant la responsabilité de ses actes (massacre d'un village entier pour créer les Objets du Millénium) auprès des dieux Égyptiens. Il tomba malade après cela et mourut. Il fait son retour plus tard pour sauver son fils (Le pharaon Atem) qui voulut donner son âme à Bakura, son passage sera bref mais il aida beaucoup les égyptiens, car il absorba dans son propre corps les forces obscures d'un village nommé Kul Elna (ancien village de Bakura).

## Autres personnages
- Bandit Ken, de son vrai nom Keith Howard. Il possède un puissant deck basé sur les machines, mais c'est surtout un mauvais perdant doublé d'un tricheur. Il est aussi un ancien addict des jeux d'argent et d'alcool à la suite de sa défaite contre Pégasus. Il perd contre Joey lors des demi-finales sur l'Île des Duelistes et décède apparemment lors d'un Jeu des Ombres contre Pégasus peu après.